# Weldon (football)
Pour les articles homonymes, voir Weldon.
Weldon Santos de Andrade, plus communément appelé Weldon (né le 6 août 1980 à Santo André, au Brésil) est un footballeur brésilien.

## Biographie
Après avoir connu de nombreux clubs brésiliens, ainsi que le club saoudien de Al Nasr Riyad, il est prêté par le Cruzeiro Esporte Clube au Football Club Sochaux-Montbéliard en janvier 2006. 
Weldon est de nouveau prêté, avec option d'achat, à l'Espérance Sportive Troyes Aube Champagne lors du mercato d'été 2006. N'ayant jamais su s'imposer en ligue 1 (15 matchs, 2 buts), il décide de résilier à l'amiable son contrat avec le club champenois en décembre 2006 pour retourner au Brésil, à Cruzeiro.
Lors de l'été 2009, le joueur signe pour deux ans au Benfica Lisbonne.
En 2011, il signe comme joueur libre de contrat avec CFR Cluj.
En février 2012, il signe en faveur du club chinois de Changchun Yatai.

## Carrière
Depuis le 21 août 2009
| Saison    | Club                     | Montant   | Division | Matches | Buts |
| --------- | ------------------------ | --------- | -------- | ------- | ---- |
| 1999      | América (RJ)             |           | III      | -       | -    |
| 2000      | Santos FC                |           | I        | -       | -    |
| 2001      | Santos FC                |           | I        | 11      | 1    |
| 2002      | Brasiliense FC           |           | III      | -       | -    |
| 2003      | Sport Recife             |           | I        | -       | -    |
| 2004      | AA Ponte Preta           |           | I        | 26      | 8    |
| 2004-2005 | Al Nasr Riyad            |           | I        | -       | -    |
| 2005      | Cruzeiro EC              |           | I        | 15      | 3    |
| 2005-2006 | FC Sochaux-Montbéliard   |           | I        | 7       | 1    |
| 2005-2006 | FC Sochaux-Montbéliard B |           | III      | 1       | 0    |
| 2006-2007 | ES Troyes AC             |           | I        | 3       | 0    |
| 2007      | Sport Recife             |           | I        | 19      | 4    |
| 2007-2008 | CF Belenenses            |           | I        | 26      | 12   |
| 2008      | Cruzeiro EC              |           | I        | 12      | 2    |
| 2009      | Sport Recife             |           | I        | 8       | 4    |
| 2009-2010 | Benfica Lisbonne         | 150 000 € | I        | 1       | 1    |
| 2011-     | CFR Cluj                 | 150 000 € | I        | 1       | 1    |

## Palmarès
- Championnat du Pernambouc :
  - Champion en 2003 et 2007 (Sport Recife)

- Championnat de São Paulo :
  - Vice-champion en 2000 (Santos FC)

- Coupe du Brésil :
  - Finaliste en 2002 (Brasiliense FC)

- Championnat du Portugal de football:
  - Champion en 2010 (Benfica)

- Coupe de la Ligue:
  - Vainqueur en 2010 et 2011 (Benfica)